# Forcoli
Fórcoli è una frazione del comune italiano di Palaia, nella provincia di Pisa, in Toscana.

## Storia
Il nome Forcoli, deriva dal vecchio "Forcole" a sua volta derivato da castrum Forcolae.
Il riferimento più antico nella storia di Forcoli, risale al 3 febbraio 1061 quando il marchese Alberto degli Obertenghi, donò alla Badia di San Michele di Poggibonsi, oltre ad altri averi, anche i suoi possedimenti di "Furcule".
Nel periodo dal 1141 al 1153 una parte del borgo passò dall'arcivescovo di Pisa all'arcivescovo di Lucca, e nel 1209 l'imperatore Ottone IV confermò il dominio del vescovo di Lucca, su tutta la zona.
Nel 1285 Forcoli venne conquistato da Firenze. Il borgo non sfuggì alle conseguenze delle successive lotte fra Pisa e Firenze: nel 1362 un esercito di Fiorentini, comandato dal marchese Bonifazio Lupo, distrusse infatti "Mercantale di Forcoli".
Tra il Settecento e l'Ottocento, la villa che era stata edificata in Forcoli dalla famiglia degli Upezzinghi, passò ai Del Torto, poi ai Mosca e successivamente venne acquistata da Giuseppe Conti che la modificò, mentre suo figlio, principe Cosimo Conti, la abbellì con i giardini. L'ultimo acquirente storico della Villa fu il barone Brunner, dal quale prende il nome la piazza al centro del paese. Nel 1915 vi fu mandato dal padre il membro della famiglia Guido Brunner, che aveva disertato dall'Impero Austroungarico per combattere da sottotenente insieme agli Italiani, era stato catturato dagli Austriaci, condannato a morte per fucilazione e graziato dall'Imperatore Francesco Giuseppe; ne fuggì subito per tornare a combattere presso il Regio Esercito; cadde in azione nel 1916.

## Monumenti e luoghi d'interesse

### Architetture religiose
- Chiesa di San Frediano, chiesa parrocchiale della frazione.[2]

### Architetture civili
- Fonte pubblica
- Villa Brunner

### Architetture militari
- Castello di Forcoli
- Mura di Forcoli

## Cultura

### Eventi
Dal 1990 la frazione ospita il concorso nazionale di "Miss Cicciona d'Italia", che nel corso degli anni ha ottenuto molta notorietà grazie anche ai celebri presentatori che hanno condotto la serata (tra cui Carlo Conti e Stefano Bettarini).
Dal 1986 si tiene presso i locali dell'Associazione Nuova Primavera la "Mostra Mercato del Tartufo e del Fungo Porcino". Nel corso della manifestazione viene attribuito il premio "Tartufo d'Oro" a personalità che si sono distinte nello Sport e nella promozione del territorio toscano. Tra i premiati possono essere citati personalità come Eugenio Giani in qualità di Presidente del Consiglio Regionale della Toscana, Enrico Rossi ex Presidente della Giunta della Regione Toscana per i meriti conseguiti nella gestione dell'Emergenza Covid, Franco Ballerini Ct della squadra nazionale di ciclismo, Dario Dainelli calciatore ex-capitano e dirigente della squadra di Calcio ACF Fiorentina, Giulia Pratelli cantautrice nata a Forcoli, Paola De Micheli presidentessa della Federazione Italiana Pallavolo e Ministro della Repubblica Italiana.

## Sport
La squadra di calcio dell'Unione Sportiva Forcoli 1921 milita dal 2004 nel campionato Nazionale di Serie D. Nella stagione 2007-08 si è classificata per i play off.